# Mentuhotep II.
Mentuhotep II. war ein altägyptischer König (Pharao) der 11. Dynastie (Mittleres Reich), der etwa von 2061 bis 2010 v. Chr. zunächst in Oberägypten regierte und später die Reichseinigung mit Unterägypten herstellte. Im Königspapyrus Turin sind für ihn 51 volle Regierungsjahre belegt.

## Familie
Mentuhotep II. war der Sohn von Antef III. und einer Königin Jaah.
Seine Hauptgemahlinnen waren Tem und Neferu. Als Nebenfrauen gelten Henhenet, Kawit, Kemsit, Sadeh und Aaschit. Sein Nachfolger Mentuhotep III. war sein Sohn aus der Verbindung mit Tem. Ob es sich bei Mijt um eine weitere Ehefrau, Verlobte oder Tochter Mentuhoteps II. handelt, ist ungewiss.

## Herrschaft
Diesem König gelang es etwa zwischen seinem 30. und 39. Jahr, ganz Ägypten zu einigen. Vorausgegangen sind belegte Kämpfe um This, Assiut und Herakleopolis. Er gilt als Begründer des Mittleren Reiches und war der erste König, der das komplette Königstitular mit allen fünf Namen führte. Seinen Horusnamen änderte er zweimal, der letzte, Schema-taui, bedeutet dann auch „Vereiniger der beiden Länder“ (Ober- und Unterägypten).
Der Herrscher startete eine aggressive Außenpolitik. Für Nubien sind Feldzüge bezeugt. Eine Felsinschrift des Herrschers fand sich sogar in Uwainat ganz im Westen (nahe der heutigen Grenze zu Libyen).
In seinem 46. Regierungsjahr ist ein Eintrag für die Erstellung der „Stele des Meru“ vermerkt.

### Der Hofstaat
Zwei Wesire können diesem Herrscher mit Sicherheit zugeordnet werden. Bebi ist nur von einem Block aus dem Totentempel des Königs bekannt und amtierte wohl um die Mitte der Regierungszeit. Ihm folgte Dagi, der von seinem Grab und Erwähnungen im Totentempel bekannt ist.
Chety war der erste Kanzler (Schatzmeister) unter dem Herrscher und richtete das Sedfest für den König aus. Meketre war Schatzmeister unter König Mentuhotep II./III. Sein Grab (TT280) südlich von Deir el-Bahari wurde 1919/20 ausgegraben. Es enthielt im Serdab 25 Holzmodelle.
Haushofmeister war Henenu, der auch noch unter dem Nachfolger belegt ist. Vorsteher der Siegler war Meru, der wiederum von seinem Grab und einer Inschrift in Nubien bekannt ist, die darauf hinweist, dass er einen Nubienfeldzug von Mentuhotep II. leitete. Als General ist ein gewisser Antef belegt, der vermutlich einen Asienfeldzug leitete. In seinem Grab ist die Belagerung einer asiatischen Festung dargestellt.

### Bautätigkeit
Mentuhotep renovierte an zahlreichen Orten in Oberägypten vor allem Tempel. Er ist der erste ägyptische Herrscher, von dem ein umfassendes Tempelbauprojekt bekannt ist. In Abydos errichtete er eine Totenkapelle. Es ist die erste königliche Kapelle an diesem Ort.

#### Totentempel
In Deir el-Bahari ließ sich Mentuhotep II. einen Totentempel errichten, der zu dieser Zeit einmalig war. Vom Taltempel am Fruchtlandrand erreichte man ihn über einen 46 m breiten und 1 km langen geziegelten Aufweg, der von einer Mauer eingefasst war und zu einem, teilweise in den Bergkessel hinein geschnittenen, Tempel führte. Im Vorhof geht eine Rampe ab, über die man in einen Stollen (den sogenannten Bab el-Hosan) gelangt. In der, an dessen Ende befindlichen, Kammer wurde die, mit Leinen umwickelte, Ka-Statue Mentuhoteps gefunden sowie ein leerer Holzsarg.
Die Pfeilerhalle des Totentempels war entweder von einer Pyramide, einer Mastaba, einem Obelisken oder einer Darstellung des Urhügels gekrönt. Hier sind sich die Ägyptologen nicht einig.
Von der rückwärtigen Säulenhalle zog sich ein Schacht von 150 m Länge in das dahinterliegende Felsmassiv zur eigentlichen Grabkammer des Königs. In den Seitenkammern des Ganges wurden zirka 600 Modellfiguren entdeckt. Der Alabastersarkophag, der Holzsarg sowie einige Grabbeigaben wurden aufgefunden, ebenso Schädelfragmente des Königs.
Vom Säulensaal führte ein später verdeckter Gang in das Grab der Hauptgemahlin Tem, das man 1859 fand. Leider sind die Beigaben und Schriftrollen, die man dort entdeckte, mittlerweile verloren gegangen. An der westlichen Rückwand der Kolonnade wurden sechs Statuenschreine und die Sarkophage von sechs Königinnen und Prinzessinnen des Mentuhotep II. gefunden (Henhenet, Kemsit, Kawit, Sadeh, Aschait und Mijt).

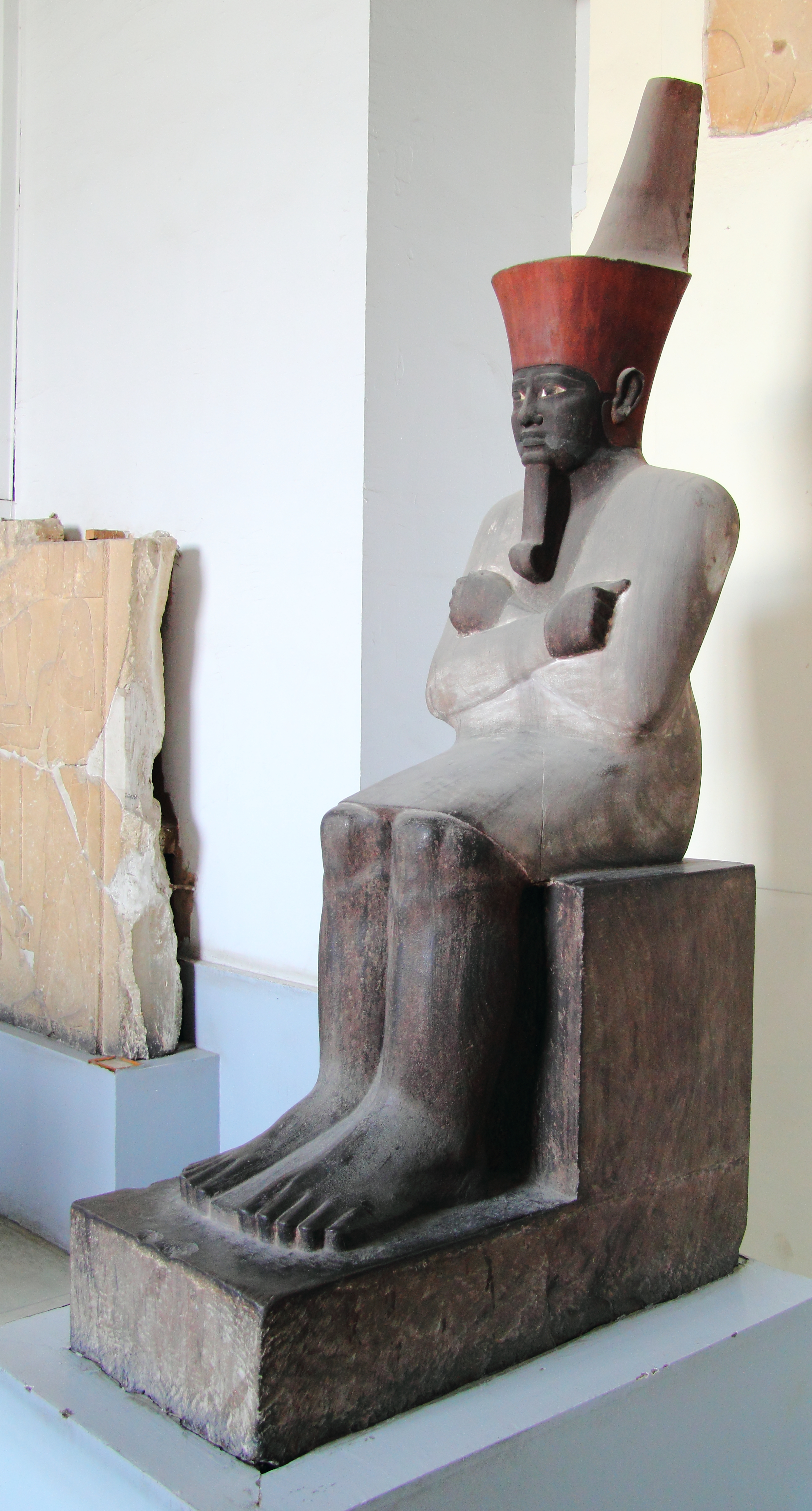
Schwarze Sitzstatue des Mentuhotep II. mit der Roten Krone Unterägyptens, bemalter Sandstein, Ägyptisches Museum, Kairo (JE 36195)
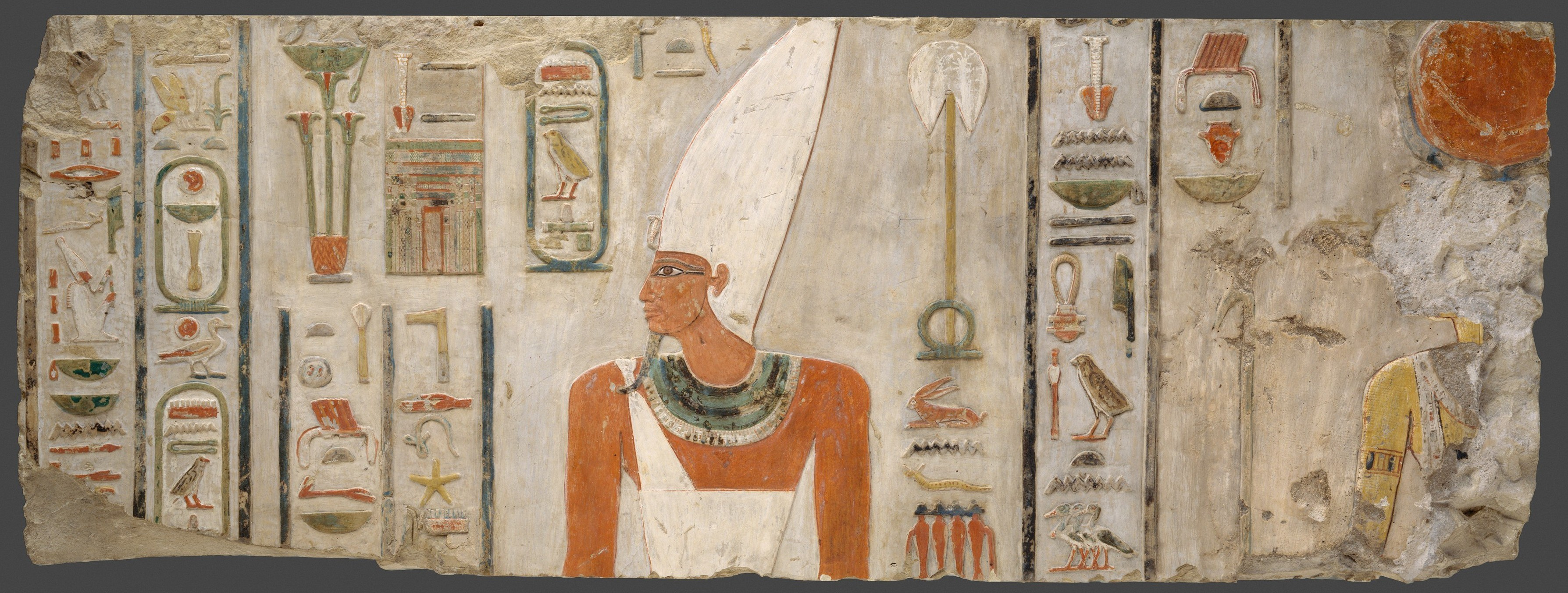
Mentuhotep II. auf einem Relief seines Totentempels in Deir el-Bahari
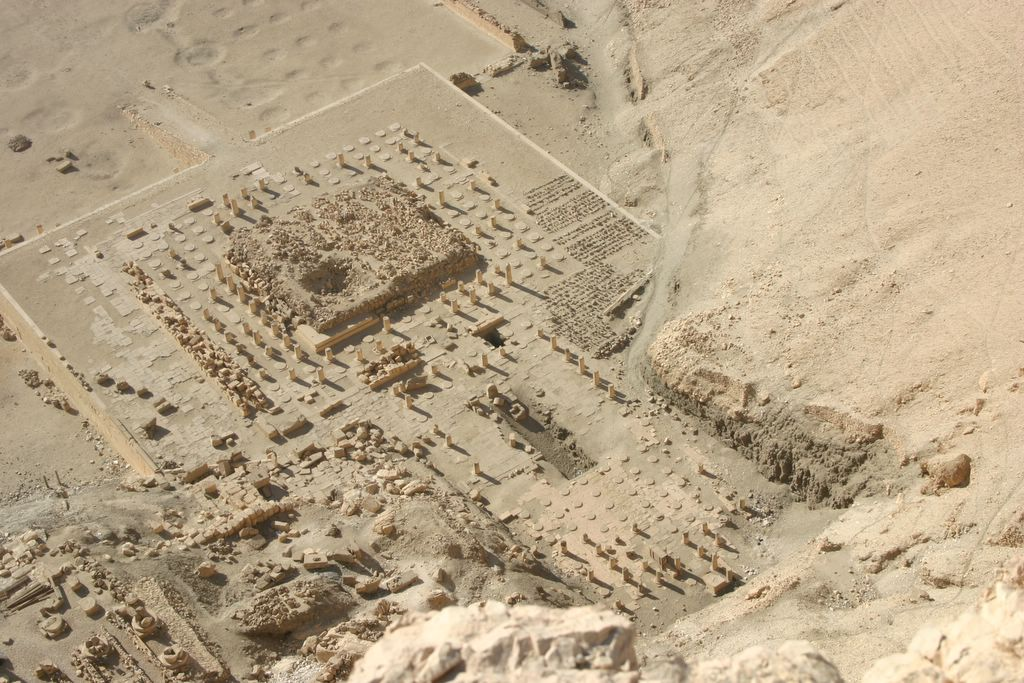
Totentempel des Mentuhotep II. von oben

#### Weitere Grabmale
Die Nebenfrauen des Pharaos, Kawit, Henhenet, Kemsit, Sadeh und Aschait, starben sehr jung und wurden im Terrassentempel beigesetzt. Alle waren Priesterinnen der Hathor. Mijt war zirka fünf Jahre alt, als sie starb. Auch sie war im Terrassentempel beigesetzt. In der Nähe des Terrassentempels wurden zahlreiche Hofangehörige und Königin Neferu bestattet. Neferu war Schwester und Gemahlin Mentuhoteps II.

### Allgemeines
- Darrell D. Baker: The Encyclopedia of the Egyptian Pharaohs, Volume I: Predynastic to the Twentieth Dynasty (3300-1069 BC). Bannerstone Press, Oakville 2008, ISBN 978-0-9774094-4-0, S. 223–227.
- Peter A. Clayton: Die Pharaonen. Bechtermünz, Augsburg 1995, ISBN 3-8289-0661-3, S. 75–76.
- Martin von Falck, Susanne Martinssen-von Falck: Die großen Pharaonen. Von der Frühzeit bis zum Mittleren Reich. Marix, Wiesbaden 2015, ISBN 978-3-7374-0976-6, S. 188–197.
- Thomas Schneider: Lexikon der Pharaonen. Albatros, Düsseldorf 2002, ISBN 3-491-96053-3, S. 155–157.

### Zum Namen
- Jacques Jean Clére, Jacques Vandier: Jacques Jean Clére, Jacques Vandier: Textes de la première période intermédiaire et de la XIème dynastie, Ier fascicule (= Bibliotheca aegyptiaca. Band 10). Edition de la Fondation égyptologique Reine Elisabeth, Bruxelles 1948.
- Mitteilungen des Deutschen Archäologischen Instituts, Abteilung Kairo. (MDAIK) von Zabern, Mainz 1930ff / Band 20: Tafel 11b, 13, 14 / Band 24: Tafel 1.
- Richard Lepsius: Auswahl der wichtigsten Urkunden des aegyptischen Altertums. Wigand, Leipzig 1842, Tafel 9.
- Richard Lepsius: Denkmäler aus Aegypten und Aethiopien. Band 2: Abt. 1. Topographie und Architectur. Hinrich, Leipzig 1849–1859, S. 149b.
- Papyrus Abott Spalte 3 / Zeile 14.
- Jürgen von Beckerath: Handbuch der ägyptischen Königsnamen. Deutscher Kunstverlag, München / Berlin 1984, ISBN 3-422-00832-2, S. 63–64, 194–195.

### Zum Grabtempel

#### Grabungspublikationen
- Dieter Arnold: Der Tempel des Königs Mentuhotep von Deir el-Bahari I. Architektur und Deutung. von Zabern, Mainz 1974.
- Dieter Arnold: Der Tempel des Königs Mentuhotep von Deir el-Bahari II. Die Wandreliefs des Sanktuares. von Zabern, Mainz 1974.
- Dieter Arnold: Der Tempel des Königs Mentuhotep von Deir el-Bahari III. Die königlichen Beigaben. von Zabern, Mainz 1981, ISBN 3-8053-0316-5.
- Dieter Arnold: The Temple of Mentuhotep at Deir el-Bahari. From the Notes of Herbert Winlock. Metropolitan Museum of Art, New York 1979, ISBN 0-87099-163-9.
- Edouard Naville: The XIth [eleventh] dynasty temple at Deir el-Bahari. Bände I.-III (= Memoir of the Egypt Exploration Fund. Band 28). Egypt Exploration Fund, London 1907–1913.

#### Allgemein
- Rainer Stadelmann: Die ägyptischen Pyramiden. Vom Ziegelbau zum Weltwunder (= Kulturgeschichte der Antiken Welt. Band 30). 2., überarbeitete und erweiterte Auflage. von Zabern, Mainz 1991, ISBN 3-8053-1142-7, S. 230–233.
- Miroslav Verner: Die Pyramiden (= rororo-Sachbuch. Band 60890). Rowohlt, Reinbek bei Hamburg 1999, ISBN 3-499-60890-1, S. 426–434.
- Zahi Hawass: Die Schätze der Pyramiden. Weltbild, Augsburg 2004, ISBN 3-8289-0809-8, S. 352–353.

### Detailfragen
- Labib Habachi: King Nebhepetre Menthuhotp: His Monuments, Place in History, Deification and Unusual Representations in the Form of Gods. In: Mitteilungen des Deutschen Archäologischen Instituts, Abteilung Kairo. Band 19, von Zabern, Mainz 1963, S. 16–53.
- William C. Hayes: The Scepter of Egypt. Band I, Kapitel X, Metropolitan Museum of Art, New York City 1963, ISBN 0-87099-190-6.
- Farouk Gomaá: Ägypten während der Ersten Zwischenzeit (= Beihefte zum Tübinger Atlas des Vorderen Orients. Reihe B, Geisteswissenschaft. Nr. 27). Reichert, Wiesbaden 1980, ISBN 978-3-88226-041-0.
- Oleg D. Berlev: The Eleventh Dynasty in the Dynastic History of Egypt. In: Studies Polotsky. 1981, S. 361–377.
- Hans Goedicke: The Unification of Egypt under Monthuhotep Neb-Hepet-Re (2022 B.C.). In: Journal of the Society for the Study of Egyptian Antiquities. Band 12, 1982, S. 165–183.
- Dieter Arnold, Jürgen Settgast: Erster Vorbericht über die vom Deutschen Archäologischen Institut Kairo im Asasif unternommenen Arbeiten (1. und 2. Kampagne) In: Mitteilungen des Deutschen Archäologischen Instituts, Abteilung Kairo. Band 20, von Zabern, Mainz 1965, S. 50 f. mit Abb. 2.
- Dieter Arnold: Bericht über die vom Deutschen Archäologischen Institut Kairo im Mentuhotep-Tempel und in El-Târif unternommenen Arbeiten. In: Mitteilungen des Deutschen Archäologischen Instituts, Abteilung Kairo. Band 28, von Zabern, Mainz 1972, S. 13–31.
- Erhart Graefe: Untersuchungen des Monthuhotep-Aufwegs im Bereich der belgischen Konzession vor dem Pylon der Grabes Nr. 196 (Theben-West) In: Mitteilungen des Deutschen Archäologischen Instituts, Abteilung Kairo. Band 36, von Zabern, Mainz 1980, S. 175–191.
- Zbigniew E. Szafranski: Buried Statues of Mentuhotep II Nebhepetre and Amenophis I at Deir el-Bahari. In: Mitteilungen des Deutschen Archäologischen Instituts, Abteilung Kairo. Band 41, von Zabern, Mainz 1985, S. 257–264 u. Tf. 38 f.
- Manfred Bietak: Zu den nubischen Bogenschützen aus Assiut: ein Beitrag zur Geschichte der Ersten Zwischenzeit. In: Mélange Mokhtar I. Institut français d'archéologie orientale du Caire, 1985, ISBN 2-7247-0019-8, S. 87–97 und Tafeln I-II.
- Elke Blumenthal: Die „Gottesväter“ des Alten und Mittleren Reiches. In: Zeitschrift für Ägyptische Sprache und Altertumskunde. Nr. 114, 1987, S. 16–21.
- Louise Gestermann: Kontinuität und Wandel in Politik und Verwaltung des frühen Mittleren Reiches in Ägypten. Harrassowitz, Wiesbaden 1987, ISBN 3-447-02728-2, S. 29–98.
- Louise Gerstermann: Hathor, Harsomtus und MnTw-Htp.w II. In: Festschrift Westendorf II. 1984, S. 763–776.
- Sylvie Cauville, Annie Gasse: Fouilles de Dendera. Premiers résultats. In: Bulletin de l´Institut Francais d´archéologie orientale. (BIFAO) Band 88, Kairo 1988, S. 25–32.
- Jürgen von Beckerath: Chronologie des pharaonischen Ägypten. Zabern, Mainz 1994, ISBN 3-8053-2310-7, S. 6, 24–25, 27–30, 56, 73, 139–143, 188.
- Sheldon L.Gosline: A Supraporte from the Sanctuary of Nebhepetre Mentuhotep's Temple In: Göttinger Miszellen. (GM) Band 136, Göttingen 1993, S. 29–42.